# Simulium norfolkense
Simulium norfolkense es una especie de insecto del género Simulium, familia Simuliidae, orden Diptera.
Fue descrita científicamente por Dumbleton, 1969.